# Lilla Norge
Ej att förväxla med norska Utefrontens flypvapenbas Lilla Norge i Kanada
Lilla Norge är en liten ö i Ångermanälven nära Nyland och på andra sidan finns Sandslån och High Coast Whisky. Ön är bildad av barlastsand från norska fartyg, därav namnet "Lilla Norge".
Under perioder har det skämtats om att ön ska återlämnas till Norge, bli norskt territorium eller ett så kallats radioland.
Ön har bland annat tidigare haft en amfiteater och har varit bebodd av en familj. Idag är ön mestadels ett utflyktsmål.